# 교수사관
교수사관(敎授士官) 또는 교수요원(敎授要員)은 전문사관 중 하나이다. 각급 사관학교에서 사관생도들의 일반학 교육을 담당한다.
1966년부터 시행되었던 육군 특수간부 후보생 제도에서 시작되었다. 지원자격은 석사학위 이상 소지자이며 근무지는 육군사관학교, 해군사관학교, 공군사관학교, 육군3사관학교, 국군간호사관학교이다. 군사학 이외의 과목을 사관생도들을 대상으로 교육하며, 행정적으로는 사관학교의 교수부에 소속되어 행정업무 및 학과연구 등을 한다.